# مایکل برینجر
مایکل برینجر (انگلیسی: Michael Barringer؛ ‏ ۳۰ ژوئیهٔ ۱۸۸۵–۱۹۵۴) کارگردان فیلم و فیلم‌نامه‌نویس اهل بریتانیا است.
از فیلم‌ها یا مجموعه‌های تلویزیونی که وی در آن‌ها نقش داشته است، می‌توان به مخمصه اشاره نمود.